# Стародубцев, Валерий Владимирович
Вале́рий Влади́мирович Староду́бцев (род. 14 января 1962, Братск, Иркутская область) — советский и российский легкоатлет, специалист по бегу на средние и короткие дистанции. Выступал за сборные СССР и России в 1980-х и 1990-х годах, обладатель бронзовой медали Всемирной Универсиаде, победитель первенств всесоюзного и всероссийского значения, участник ряда крупных международных стартов, в том числе чемпионата мира в Токио. Представлял Иркутскую область. Мастер спорта СССР международного класса.
Автор ряда научных трудов по функциональной диагностике спортсменов, управлению тренировочным процессом, здоровому образу жизни и долголетию. Доцент. Кандидат педагогических наук.

## Биография
Валерий Стародубцев родился 14 января 1962 года городе Братске Иркутской области. Занимался лёгкой атлетикой под руководством тренеров А. Я. Сапунова и В. Л. Шкурбицкого.
Первого серьёзного успеха на всесоюзном уровне добился в сезоне 1984 года, когда на чемпионате СССР в Донецке выиграл серебряную медаль в беге на 800 метров.
В 1985 году на чемпионате СССР в Ленинграде с командой спортивного общества «Локомотив» выиграл бронзовую медаль в эстафете 4 × 400 метров.
В 1986 году в 800-метровой дисциплине финишировал девятым на домашних Играх доброй воли в Москве. На чемпионате СССР в Киеве получил серебро в дисциплине 800 метров и с командой РСФСР одержал победу в эстафете 4 × 400 метров. Принимал участие в чемпионате Европы в Штутгарте, где дошёл до стадии полуфиналов.
В 1987 году в беге на 800 метров взял бронзу на зимнем чемпионате СССР в Пензе, стал восьмым на Кубке Европы в Праге. Будучи студентом, представлял страну на Всемирной Универсиаде в Загребе — стал седьмым в беге на 800 метров и вместе с соотечественниками выиграл бронзовую награду в эстафете 4 × 400 метров.
В 1988 году в той же дисциплине выиграл серебряную медаль на зимнем чемпионате СССР в Волгограде.
В 1989 году победил на Мемориале братьев Знаменских в Волгограде. На чемпионате СССР в Горьком был вторым в беге на 800 метров и завоевал золото в эстафете 4 × 400 метров. На Всемирной Универсиаде в Дуйсбурге в финале финишировал седьмым.
В 1990 году стал вторым в беге на 500 метров на зимнем чемпионате СССР в Челябинске и в беге на 800 метров на летнем чемпионате СССР в Киеве. На Играх доброй воли в Сиэтле показал шестой результат.
В 1991 году победил на зимнем чемпионате СССР в Волгограде, бежал 800 метров и эстафету 4 × 400 метров на чемпионате мира в помещении в Севилье, завоевал две серебряные награды на чемпионате страны в рамках X летней Спартакиады народов СССР в Киеве, выступил на чемпионате мира в Токио.
В 1992 году в 800-метровом беге стал бронзовым призёром на единственном в своём роде зимнем чемпионате СНГ в Москве.
В 1993 году выиграл серебряную медаль на зимнем чемпионате России в Москве, участвовал в международных стартах во Франции, Бельгии, Венгрии, Монако.
В 1994 году стал серебряным призёром в беге на 800 метров на международном турнире в Будапеште.
На чемпионате России 1995 года в Москве с командой Иркутской области выиграл серебряную медаль в эстафете 4 × 400 метров.
Впоследствии неоднократно участвовал в различных ветеранских мастерских соревнованиях по лёгкой атлетике.
Окончил Иркутский государственный медицинский институт (1986) по специальности «врач-терапевт». Работал преподавателем на кафедре физической подготовки Восточно-Сибирского института МВД России. Доцент. Кандидат педагогических наук. В 1999 году в аспирантуре Сибирской государственной академии физической культуры и спорта защитил диссертацию на тему «Индивидуализация спортивной тренировки бегунов на средние и длинные дистанции на основе критериев специальной подготовленности». Написал книгу «Возраст Мафусаила: миф или реальность?! Практическое руководство радикального, здорового и активного долголетия», автор более 30 научных публикаций по функциональной диагностике, управлению тренировочным процессом и радикальному увеличению жизни, здоровому и активному долголетию.
С начала 2000-х годов постоянно проживал в США, в городе Юджин, штата Орегон, работал здесь в Центре функциональной диагностики, Центре радикального увеличения жизни, Неврологическом центре реабилитации инвалидов.
С 2014 года в Новосибирске ежегодно проводятся традиционные соревнования по бегу на 800 метров «Кубок Валерия Стародубцева».